# Aachenski kongres
Aachenski kongres je bil prvi kongres svete alianse in tretji po vrsti, ki je potekal v Aachnu, od začetka oktobra do konca novembra 1818.
Kongres je bil sklican 1. oktobra 1818. Udeležili so se ga avstrijski cesar Franc I. Habsburško-Lotarinški, pruski kralj Friderik Viljem III., ruski car Aleksander I. ter predstavnika 	Velike Britanije lord Castlereagh in vojvoda Wellingtonski. V imenu Francije se ga je udeležil ministrski predsednik vojvoda Richelieu. Tu so sklenili, da se okupacijske sile, ki so premagale Napoleona, umaknejo iz Francije in da se na oblast vrnejo Bourboni.
Neposredni razlog konference, umik vojaških čet iz Francije, je bil v osnovi soglasno sprejet že na prvi seji, s podpisom sporazuma 9. oktobra. Tako so udeleženci večino časa namenili razpravi o oblikovanju Alianse in sprejetju vojaških varnostnih ukrepov proti svežemu izbruhu nasilja v delu Francije. Glavni izid kongresa je bil podpis tajnega protokola o obnovitvi in potrditvi Štirikratne alianse, ustanovljene s sporazumi v Chaumontu in Parizu 20. novembra 1815, in javna deklaracija o vzdrževanju njihove zveze, »okrepljene z vezmi krščanskega bratstva«, katerega predmet je bila ohranitev miru na podlagi spoštovanja sporazumov.
Razen tega je kongres zadeval številne predmete, neurejene še od časa Dunajskega kongresa ali nastale kasneje. Od teh so bila najpomembnejša vprašanja o sprejetju metod za zatrtje trgovine s sužnji in gusarstva, vendar ni bila sprejeta nobena odločitev. V manj pomembnih stvareh je bil kongres bolj soglasen. Tako je po prizivu danskega kralja švedski kralj Karl XIV. prejel odločen poziv izvršbe pogojev Kielskega sporazuma; vloga hessenskega elektorja, da se ga prizna za kralja, je bila zavrnjena. Bolj pomembna nemška vprašanja so bila po razmisleku prestavljena na naslednjo konfernco, sklicano v Frankfurtu. 
Povrhu vsega tega so bila pretehtana vprašanja obravnave položaja Napoleona na otoku Svete Helene, pritožb Monačanov do njihovega kneza in položaja Judov v Avstriji in Prusiji. Poskus razprave o španskih kolonijah je bil preprečen z angleške strani. Nazadnje so bila urejena nekatera vprašanja o diplomatskih vedenjskih predpisih.
Kongres, ki se je razšel konec novembra, je zgodovinsko pomemben zaradi dosega najvišje točke v poskusu vladanja Evropi s strani mednarodnega odbora velesil.